# Sköldpaddsfästing
Sköldpaddsfästing eller hyalomma aegyptium är en fästingart som beskrevs av Carl von Linné 1758. Hyalomma aegyptium ingår i släktet Hyalomma och familjen hårda fästingar. Inga underarter finns listade i Catalogue of Life.
Svenska namn på 24 arter fästingar fastställdes av Statens Veterinärmedicinska Anstalt, SVA, den 4 september 2017. Hyalomma aegyptium fick då det svenska namnet sköldpaddsfästing .